# Belagerung von Bonn (1703)
Carpi – Chiari – Cremona – Kaiserswerth – Luzzara   – Santa Marta – Cádiz – Friedlingen – Vigo – Schmidmühlen – Bonn – Krottensee – Ekeren – Höchstädt – Speyerbach – Schellenberg – Gibraltar – Höchstädt – Vélez-Málaga – Marbella – Cassano – Barcelona – Sendlinger Mordweihnacht – Aidenbach – Calcinato – Ramillies – Turin – Castiglione – Santa Cruz de Tenerife – Almansa – Kap Béveziers – Toulon – Lizard Point – Lille – Oudenaarde – Gent – Malplaquet – Mons – Almenar – Saragossa – Syrakus – Villaviciosa – Rio de Janeiro – Denain – Barcelona
Die Belagerung von Bonn im Jahre 1703 war ein Ereignis des Spanischen Erbfolgekrieges und wurde von den Truppen des niederländischen Generals Menno van Coehoorn und seines Verbündeten, des Erbprinzen Friedrich von Hessen Kassel, des späteren Königs von Schweden, der die Reichstruppen kommandierte und dabei von Generalleutnant Franz Nikolaus Fagel unterstützt wurde, durchgeführt. Bonn war eine befestigte Stadt des Kurfürstentums Köln.

## Vorgeschichte
Im Mai 1703 entschied der Herzog von Marlborough, die Stadt Bonn einzunehmen, die der Kurfürst von Köln den Franzosen übergeben hatte. Der Herzog erkannte die strategische Bedeutung dieses Stützpunktes für die Franzosen – des einzigen, über den sie am Mittelrhein verfügten. Er zog daher ein Korps aus 40 Bataillonen Infanterie und 60 Escadrons Kavallerie mit 140 schweren Belagerungsgeschützen und 50 schweren Mörsern zusammen. (Die Feldkanonen kleineren Kalibers sind nicht aufgeführt.) Die Bonner Garnison bestand aus sechs französischen, zwei spanischen und zwei kurkölnischen Bataillonen, kommandiert von dem Marquis Yves d’Alègre.

## Die Belagerung

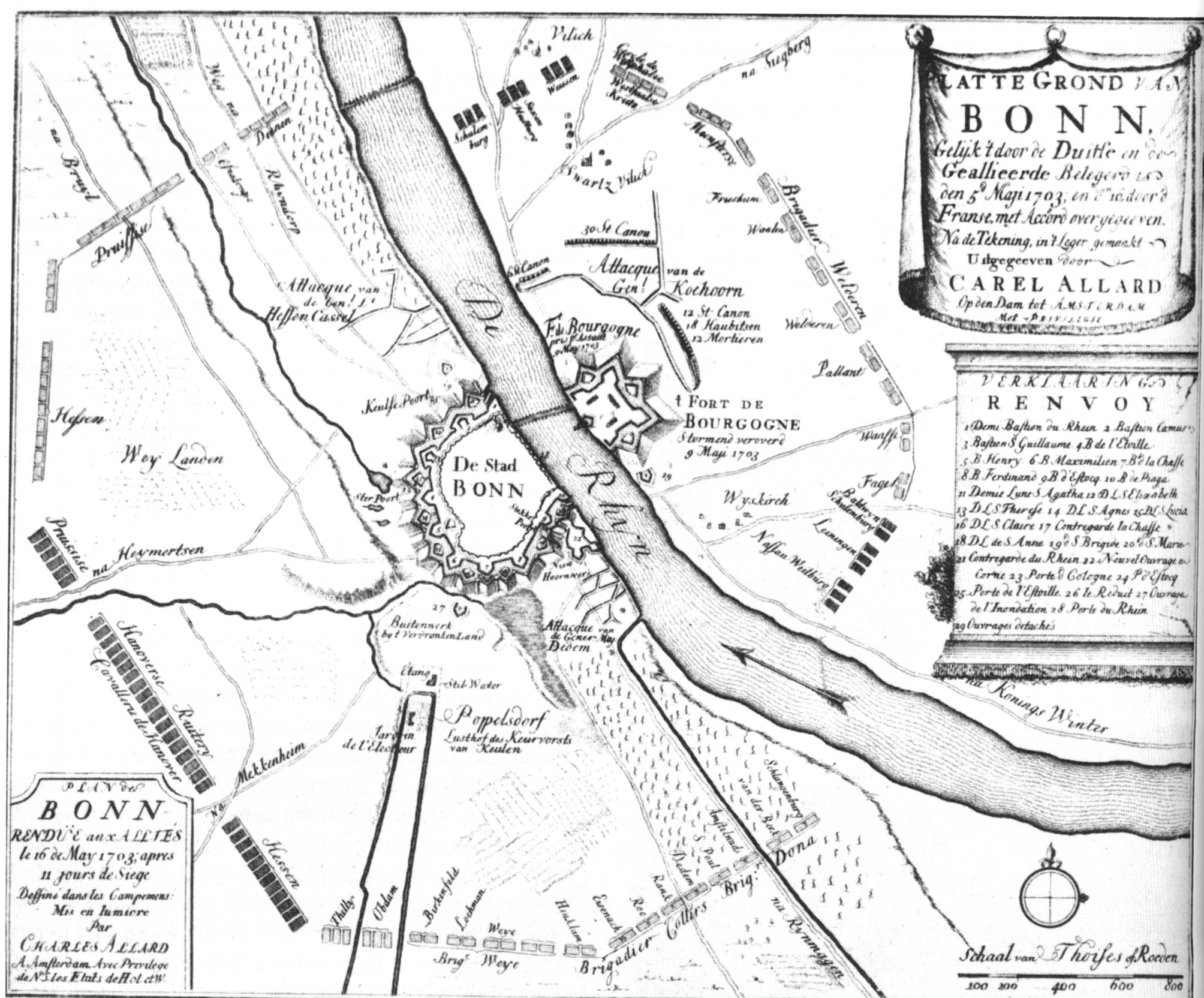

Am 24. April begannen die preußische und die lüneburgische Kavallerie unter dem Befehl von Generalleutnant Bülau mit der Aufklärung gegen die Stadt. Am nächsten Morgen erschien der Baron Fagel mit den ersten Infanterieabteilungen. Das Feldlager wurde in Graurheindorf und Kreutzberg eingerichtet. Gleich nach der Ankunft wurde mit 200 Mann das Dörfchen Poppelsdorf besetzt. General van Coehoorn erschien am 26. April und am Tag darauf die Artillerie, Kavallerie und Infanterie von Hessen-Kassel.
Beim Anblick der erscheinenden Streitkräfte sandte der Marquis d’Alègre ein Schreiben an den Herzog von Marlborough und erinnerte ihn daran, dass im Jahr zuvor zwischen den Kurfürsten von Köln und der Pfalz ein Abkommen geschlossen worden sei, das es verbiete, die Städte Bonn und Düsseldorf gegenseitig zu bombardieren, um die öffentlichen Gebäude, Kirchen und Paläste vor Schaden zu bewahren. Im Falle eines Angriffs auf Bonn würde die Stadt Neuburg von Repressalien betroffen werden. Der Herzog antwortete allerdings, dass er davon nur ablassen könne, wenn sich die Belagerten ergäben.
Marlborough legte für seinen Angriff drei Stoßrichtungen fest:
- die erste auf das rechtsrheinische sogenannte „Fort de Bourgogne“ (Beueler Schanze) durch van Coehoorn, unterstützt durch die Generalmajore Freisheim (oder Fiesheim), Erbesfeld (oder Elberfeld) und den Ingenieur de la Rocque
- die zweite von Norden auf die die linksrheinische Flanke durch den Erbprinzen von Hessen-Kassel, unterstützt durch den Fürsten von Anhalt-Dessau, den Generalmajor Karl Wilhelm von Anhalt-Zerbst, den Generalmajor Tettau und den Ingenieur Hazard
- Die dritte kam von Süden und wurde kommandiert von Generalleutnant Fagel, unterstützt von den Generalmajoren de Dedem (oder Dedem) und Saint-Paul. Ingenieur vor Ort war der Oberst Reinhard.

Am 3. Mai begannen die Belagerer damit, die Annäherungsgräben zu eröffnen. Bereits am Abend wurde dreimal angegriffen, aber die Truppen des Prinzen von Hessen-Kassel und des Generals Dedem wurden durch die Schüsse der Verteidiger abgewehrt. Am Abend des folgenden Tages postierte van Coehoorn drei Batterien am Rheinufer, eine, bestehend aus sechs Kanonen, zerstörte die schwimmende Brücke auf das linke Rheinufer, eine zweite Batterie, bestehend aus 30 Kanonen, beschoss die Mauern von Fort Bourgogne, und die dritte Batterie, bestehend aus 12 Kanonen, war gegen die rechte Flanke des Forts gerichtet. 18 Mörser und weitere 12 Geschütze waren in der Nähe der dritten Batterie aufgestellt worden.
Am 9. Mai befahl van Coehoorn gegen Abend den Angriff auf eine Bresche in der Mauer des Forts. 400 Grenadiere, von vier weiteren Bataillonen unterstützt, begannen den Angriff. Gleich darauf befahl der französische Kommandant de Rabutin die Evakuierung der Besatzung, deren größter Teil sich per Boot auf die andere Seite des Rheins nach Bonn absetzte. Die Alliierten konnten daraufhin den Brückenkopf einnehmen.
Am 10. Mai postierten die Angreifer ihre Artillerie um. 80 Kanonen, 40 Mörser und 500 kleine Mörser wurden vor Bonn in Stellung gebracht und begannen, eine Bresche zu schießen. Die Annäherungsgräben im Süden wurden weiter vorangetrieben. Nach dreitägigem Bombardement war in den Wällen eine Lücke entstanden, durch die 1.200 Mann der Regimenter „Royal“ und „La Couronne“ mit 400 Reitern zu einem Ausfall vorgeschickt wurden. Sie griffen die Truppen des Generals Dedem an und konnten einige Kanonen zerstören sowie 200 bis 250 Mann ausschalten, bevor sie sich wieder hinter die Wälle zurückzogen.
Am 13. Mai griffen die Truppen des Prinzen von Hessen-Kassel die Nordfront der Festung an, wobei sie von der Artillerie unterstützt wurden. Trotz des massiven Widerstandes der Belagerten konnten die Angreifer die erste und die zweite Contrescarpe erreichen und besetzt halten. Das Bombardement ging auch am nächsten Tag weiter, bis sich der französische Kommandant am 15. Mai nachmittags entschloss, den Kampf aufzugeben.
Am nächsten Tag wurden die Kapitulationsbedingungen ausgehandelt und festgeschrieben. Danach zog die Garnison, bestehend aus 3.600 Mann französischen, spanischen und kurkölnischen Soldaten, mit allen militärischen Ehren nach der Festung Luxemburg ab.

## Kapitulationsbedingungen und Abmarsch der Garnisonstruppen
Die Kapitulation wurde vom Herzog von Marlborough und dem Marquis d’Alègre unterschrieben und enthielt 11 Artikel, von denen die zwei wichtigsten sind:

„Art I. Die französische und spanische Garnison ziehen aus, mit Waffen und Gepäck, Kugeln und Kartuschen, schlagenden Pauken und Trommeln sowie blasenden Trompeten. Fahnen und Standarten sind ausgerollt. In den Bandeliers befinden sich Pulver und Blei für zwölf Schüsse. Die Kavallerie zu Pferd mit gezogenem Säbel, die Dragoner ebenfalls beritten, das Gewehr erhoben, mit aller Ausrüstung. Ebenfalls zwei sechspfündige Geschütze und zwei zwölfpfündige Geschütze (oder kleineres Kaliber), für jedes Geschütz Pulver und Kugeln für zwölf Schüsse.“

„Art III. Dass die vorerwähnte Garnison den kürzesten Weg nach Luxemburg gehen wird. Eine Eskorte wird die Truppe bis nach Luxemburg begleiten. Man wird mit ihr die Städte, Dörfer und Gemeinden besprechen, in der man über Nacht bleiben wird. Die Eskorte wird aus ihnen jeweils für bis zu vier Tage Brot erhalten, auch werden Geiseln gestellt, die nach der Rückkehr der Eskorte mit Sicherheit zurückkehren können.“

Der Rückmarsch der Garnisonstruppen von Bonn nach Luxemburg erfolgte quer durch die Eifel in Etappen von knapp zwanzig bis zu dreißig Kilometern am Tag. Alle drei bis vier Tage wurde ein Rasttag eingelegt. Der erste Marschtag führte von Bonn nach „Oberdreisz“ (wohl Oberdrees) und „Niederdreisz“ (Niederdrees, heute beide Teil von Rheinbach), der zweite Marschtag nach „Munstereuyffeldt“ (Münstereifel), wo am dritten Tag gerastet wurde. Der vierte Marschtag führte nach „Schmidem“ (wohl Schmidtheim), am fünften Marschtag marschierte man nach „Holstein“ und „Neindorf“ (wahrscheinlich Olzheim und Neuendorf (Eifel)). Am sechsten Marschtag ging es nach „Bronsfeldt“ und „Lunebak“ (wohl Bronsfeld und Lünebach), wo am siebten Tag wieder eine Rast eingelegt wurde. Am achten Tag marschierte man nach „Jouken“ und „Carlsosen“ (wohl Jucken und Karlshausen), am neunten nach Vianden, hier mit einem weiteren Rasttag. Am elften Tag ging es nach „Etelbourg“ (wahrscheinlich ist Ettelbrück gemeint) und am zwölften Tag nach Luxemburg.